# 清水ヶ丘高等学校
清水ヶ丘高等学校（しみずがおかこうとうがっこう）は、広島県呉市に所在する私立高等学校。

## 沿革
- 1908年 - 設立

## 部活動
土肥高女時代の水泳部がインターハイで1937年・1939年の2回総合優勝を達成している。

## 著名な出身者
- 山内リエ（陸上選手）
- 中本忠子（元保護司、子ども食堂の発祥と言われる）
- 国生さゆり（女優、タレント）
- 島谷ひとみ（歌手）
- 岡村智美（柔道選手）